# Enchentes na cidade do Rio de Janeiro em 1966
A enchente de janeiro de 1966 ocorrida na cidade do Rio de Janeiro é considerada uma das piores tragédias naturais que atingiu os cariocas na década de 1960.

## Os fatos
Na madrugada de segunda-feira, dia 10 de janeiro de 1966, iniciou-se um grande volume de chuva precipitando-se impetuosamente sobre a cidade do Rio de Janeiro, que em alguns pontos a altura da água chegou a marca de 1 metro. Com um volume de mais de 250 mm, a chuvarada durou 5 dias e atingindo mais de 60% dos bairros cariocas.
O sistema de transporte entrou em colapso e trens e ônibus pararam de circular. Devido à queda de barreiras, as principais rodovias de acesso ao Rio foram interditadas, deixando a cidade praticamente isolada. O governo municipal decretou estado de calamidade pública na cidade em virtude do evento natural.  
Vários locais públicos foram utilizados para abrigar a população desabrigada e o principal foi o Complexo Esportivo do Maracanã.

### Mortes, feridos e desabrigados
Após as águas retornarem ao leito dos rios, foi contabilizado 250 mortos, mais de mil feridos e 50 mil desabrigados.

### Cidade de Deus e novas tecnologias
Como resultado deste desastre, várias alterações tecnológicas foram adotadas nas corporações do Corpo de Bombeiro em vários estados brasileiros, como uma maior profissionalização dos soldados, a busca por veículos com chassis e motores mais distantes, o possível, da linha do chão e a substituição de alavancas e cordas por equipamentos especiais e recursos hidráulicos.
No âmbito urbano, o bairro da Cidade de Deus, que em 1966 estava em construção, foi acelerada e ampliada para receber o grande número de famílias que perderam suas moradias nas enchentes.